# Vela nos Jogos Olímpicos de Verão de 2024 - Formula Kite masculino
A classe Formula Kite masculino da vela nos Jogos Olímpicos de Verão de 2024 foi disputada entre 4 e 9 de agosto na Marina de Marselha. Foi a primeira aparição do evento de kitesurf em Jogos Olímpicos.
Um total de 20 velejadores, cada uma representando um Comitê Olímpico Nacional (CON), participaram do evento.

## Formato
O evento estava programado para começar com até 16 regatas preliminares na série de abertura ao longo de quatro dias. Os 10 melhores competidores avançaram para a série de medalhas. Os dois melhores competidores da série de abertura avançaram diretamente para a final, enquanto os posicionados entre o terceiro e o décimo lugar avançaram para as semifinais.
Os oito competidores nas semifinais foram divididas em dois grupos de quatro velejadores com o objetivo de alcançar três vitórias nas corridas. Os melhores velejadores em cada grupo começaram as semifinais com duas vitórias creditadas, enquanto os velejadores em segundo lugar começaram com uma vitória. O vencedor de cada semifinal avançou para a final. Na final, o objetivo também era alcançar três vitórias de corrida. O velejador com melhor classificação da série de abertura começou a final com duas vitórias, enquanto o velejador em segundo lugar começou com uma vitória creditada.

## Calendário
| Data →       | Domingo 4 ago | Segunda 5 ago | Terça 6 ago  | Quarta 7 ago | Quinta 8 ago     | Sexta 9 ago |
| ------------ | ------------- | ------------- | ------------ | ------------ | ---------------- | ----------- |
| Formula Kite | Regatas 1 a 4 | Regata 5      | Regata 6 e 7 | Cancelado    | Semifinais Final | Final       |

## Medalhistas
| Ouro   | AUT Valentin Bontus   |
| Prata  | SLO Toni Vodišek      |
| Bronze | SGP Maximilian Maeder |

## Resultados

### Série de abertura
Estavam previstas 16 regatas na série de abertura, mas apenas sete foram realizadas devido às condições dos ventos. Os 10 primeiros avançaram para a série de medalhas (primeiro e segundo colocados diretamente à final e os restantes às semifinais).
| Pos. | Velejador           | CON                   | Regata | Regata | Regata | Regata | Regata | Regata | Regata | Pontos | Pontos | Notas |
| Pos. | Velejador           | CON                   | 1      | 2      | 3      | 4      | 5      | 6      | 7      | Tot.   | Net    | Notas |
| ---- | ------------------- | --------------------- | ------ | ------ | ------ | ------ | ------ | ------ | ------ | ------ | ------ | ----- |
| 1    | Toni Vodišek        | SLO Eslovênia         | 2      | 5      | 1      | 3      | 10     | 1      | 12     | 34     | 12     | F     |
| 2    | Maximilian Maeder   | SGP Singapura         | 5      | 1      | 2      | 21 DNF | 3      | 10     | 4      | 46     | 15     | F     |
| 3    | Riccardo Pianosi    | ITA Itália            | 10     | 6      | 8      | 14     | 1      | 4      | 1      | 44     | 20     | SA    |
| 4    | Valentin Bontus     | AUT Áustria           | 1      | 2      | 5      | 8      | 4      | 21 DSQ | 20     | 61     | 20     | SB    |
| 5    | Jannis Maus         | GER Alemanha          | 8      | 9      | 11     | 2      | 2      | 7      | 2      | 41     | 21     | SB    |
| 6    | Axel Mazella        | FRA França            | 7      | 13     | 9      | 1      | 5      | 2      | 7      | 44     | 22     | SA    |
| 7    | Bruno Lobo          | BRA Brasil            | 3      | 7      | 10     | 4      | 15     | 9      | 5      | 53     | 28     | SA    |
| 8    | Connor Bainbridge   | GBR Grã-Bretanha      | 4      | 8      | 3      | 7      | 7      | 11     | 11     | 51     | 29     | SB    |
| 9    | Markus Edegran      | USA Estados Unidos    | 13     | 12     | 7      | 16     | 6      | 3      | 3      | 60     | 31     | SB    |
| 10   | Huang Qibin         | CHN China             | 6      | 16     | 4      | 5      | 14     | 13     | 6      | 64     | 34     | SA    |
| 11   | Cameron Maramenides | GRE Grécia            | 9      | 10     | 6      | 12     | 8      | 6      | 14     | 65     | 39     |       |
| 12   | Denis Taradin       | CYP Chipre            | 11     | 4      | 12     | 6      | 16     | 16     | 19     | 84     | 49     |       |
| 13   | Dor Zarka           | ISR Israel            | 15     | 3      | 21 DSQ | 9      | 12     | 21 UFD | 13     | 94     | 52     |       |
| 14   | Martin Dolenc       | CRO Croácia           | 14     | 14     | 18     | 13     | 13     | 5      | 8      | 85     | 53     |       |
| 15   | Lukas Walton-Keim   | NZL Nova Zelândia     | 12     | 18     | 13     | 10     | 17     | 8      | 18     | 96     | 60     |       |
| 16   | Maks Żakowski       | POL Polônia           | 21 UFD | 11     | 14     | 15     | 11     | 14     | 10     | 96     | 60     |       |
| 17   | Tiger Tyson         | ANT Antígua e Barbuda | 16     | 19     | 19     | 17     | 9      | 18     | 9      | 107    | 69     |       |
| 18   | Joseph Weston       | THA Tailândia         | 19     | 17     | 16     | 11     | 19     | 17     | 17     | 116    | 78     |       |
| 19   | Jean de Falbaire    | MRI Maurício          | 17     | 15     | 15     | 21 RET | 21 DPI | 15     | 16     | 120    | 78     |       |
| 20   | Víctor Bolaños      | COL Colômbia          | 18     | 20     | 17     | 18     | 18     | 12     | 15     | 118    | 80     |       |

### Série de medalhas
Estes foram os resultados da série de medalhas:

#### Semifinais
Semifinal A
| Pos. | Velejador        | CON        | Vit. ganhas | Regatas | Regatas | Regatas | Regatas | Regatas | Regatas | Vit. total | Notas |
| Pos. | Velejador        | CON        | Vit. ganhas | 1       | 2       | 3       | 4       | 5       | 6       | Vit. total | Notas |
| ---- | ---------------- | ---------- | ----------- | ------- | ------- | ------- | ------- | ------- | ------- | ---------- | ----- |
| 1    | Riccardo Pianosi | ITA Itália | 2           | 2       | 1       | —       | —       | —       | —       | 3          | F     |
| 2    | Axel Mazella     | FRA França | 1           | 3       | 2       | —       | —       | —       | —       | 1          |       |
| 3    | Bruno Lobo       | BRA Brasil | 0           | 1       | 3       | —       | —       | —       | —       | 1          |       |
| 4    | Huang Qibin      | CHN China  | 0           | 4       | 4 SCP   | —       | —       | —       | —       | 0          |       |

Semifinal B
| Pos. | Velejador         | CON                | Vit. ganhas | Regatas | Regatas | Regatas | Regatas | Regatas | Regatas | Vit. total | Notas |
| Pos. | Velejador         | CON                | Vit. ganhas | 1       | 2       | 3       | 4       | 5       | 6       | Vit. total | Notas |
| ---- | ----------------- | ------------------ | ----------- | ------- | ------- | ------- | ------- | ------- | ------- | ---------- | ----- |
| 1    | Valentin Bontus   | AUT Áustria        | 2           | 1       | —       | —       | —       | —       | —       | 3          | F     |
| 2    | Jannis Maus       | GER Alemanha       | 1           | 2       | —       | —       | —       | —       | —       | 1          |       |
| 3    | Connor Bainbridge | GBR Grã-Bretanha   | 0           | 3       | —       | —       | —       | —       | —       | 0          |       |
| 4    | Markus Edegran    | USA Estados Unidos | 0           | 4       | —       | —       | —       | —       | —       | 0          |       |

#### Final
As finais começaram em 8 de agosto, mas apenas uma regata foi concluída devido aos ventos inadequados. As regatas restantes foram realizadas em 9 de agosto.
| Pos.              | Velejador         | CON           | Vit. ganhas | Regatas | Regatas | Regatas | Regatas | Regatas | Regatas | Vit. total |
| Pos.              | Velejador         | CON           | Vit. ganhas | 1       | 2       | 3       | 4       | 5       | 6       | Vit. total |
| ----------------- | ----------------- | ------------- | ----------- | ------- | ------- | ------- | ------- | ------- | ------- | ---------- |
| Medalha de ouro   | Valentin Bontus   | AUT Áustria   | 0           | 1       | 1       | 1       | —       | —       | —       | 3          |
| Medalha de prata  | Toni Vodišek      | SLO Eslovênia | 2           | 4 SCP   | 4 DPI   | 4       | —       | —       | —       | 2          |
| Medalha de bronze | Maximilian Maeder | SGP Singapura | 1           | 2       | 2       | 3       | —       | —       | —       | 1          |
| 4                 | Riccardo Pianosi  | ITA Itália    | 0           | 3       | 3       | 2       | —       | —       | —       | 0          |

Legenda
| - DSQ = Desclassificação; - DNF = Não cruzou a linha de chegada; - RET = Retirou-se da regata; | - UFD = Desclassificação por bandeira "U"; - DPI = Penalidade discricionária imposta; - SCP = Penalidade de pontuação. |